# Metropolia Halifax-Yarmouth
Metropolia Halifax-Yarmouth – metropolia Kościoła rzymskokatolickiego we wschodniej Kanadzie w prowincji Nowa Szkocja. Obejmuje metropolitalną archidiecezję Halifax-Yarmouth i dwie diecezje. Została ustanowiona 4 maja 1852 roku jako metropolia Halifax. Obecną nazwę uzyskała 8 grudnia 2011 roku przez połączenie archidiecezji Halifax z diecezją Yarmouth.
W skład metropolii wchodzą:
- Archidiecezja Halifax-Yarmouth
- Diecezja Antigonish
- Diecezja Charlottetown